# Władysław Fuchsig
Władysław Fuchsig (ur. 14 stycznia 1858 w Harbutowicach, zm. 28 stycznia 1922 w Wiedniu) – generał audytor cesarskiej i królewskiej Armii.

## Życiorys
Uczęszczał do c. i k. Gimnazjum Wyższego w Wadowicach, gdzie zdał maturę, aby podjąć studia prawnicze na Uniwersytecie Jagiellońskim. W 1877 r. wstąpił do armii na jednoroczny kurs w 56 Pułku Piechoty w Wadowicach. Ostatecznie skończył go w 13 Pułku Piechoty w Krakowie, gdzie też złożył egzamin oficerski i jako porucznik został przeniesiony do rezerwy. Studia ukończył w 1879 r. i w następnym roku podjął praktykę w Sądzie Garnizonowym w Krakowie. Kilka miesięcy później przeprowadził się do Wiednia, aby kontynuować pracę w sądzie garnizonowym.
W 1882 r. został awansowany na nadporucznika audytora 68 Pułku Piechoty – oddelegowano go do Sądu Garnizonowego w Budapeszcie. Po dwóch latach stał się kapitanem audytorem II klasy. W 1885 r. objął posadę w Sądzie Garnizonowym w Dolnej Tuzli, gdzie rok później został kapitanem audytorem I klasy. W 1888 r. przeniesiono go do Koszyc, a w 1891 r. powrócił do Krakowa. Kolejno pracował w Sądzie Garnizonowym w Przemyślu i Lwowie, przy czym awansował na stopień majora audytora. W 1902 r. otrzymał awans na podpułkownika audytora i nominację na stanowisko referenta do spraw wymiaru sprawiedliwości dowództwa 13 Korpusu w Zagrzebiu. Po roku powrócił do stolicy państwa, zostając kierownikiem sekretariatu i protokołu Najwyższego Sądu Wojskowego w Wiedniu. W 1906 r. otrzymał tam rangę pułkownika audytora i posadę referenta Wyższego Sądu Wojskowego. Pięć lat później przeszedł na referenta Najwyższego Sądu Wojskowego, uzyskując stopień generała audytora. W 1915 r. objął stanowisko prezesa Senatu Najwyższego Sądu Wojskowego. Urząd ten sprawował przez rok, a następnie powrócił do Krakowa przechodząc w stan spoczynku. Ostatecznie jednak powrócił do Wiednia. Po odzyskaniu przez Polskę niepodległości nie został przyjęty formalnie do Wojska Polskiego, ale pracował jako polski dyplomata.

## Odznaczenia[4]
- Kawaler Orderu Korony Żelaznej III Klasy
- Medal Jubileuszowy Pamiątkowy dla Sił Zbrojnych i Żandarmerii
- Krzyż Jubileuszowy Wojskowy